# Liste der Mitglieder des Provinziallandtags der Rheinprovinz (30. Sitzungsperiode)
Diese Liste nennt die Mitglieder des 30. Provinziallandtages der Rheinprovinz 1884.

## Hintergrund
Der Provinziallandtag der Rheinprovinz bestand aus 75 Mitglieder, die sich in vier Kurien aufteilten. Die erste Kurie bestand aus vier Standesherren, die über Virilstimmen verfügten. Die Standesherren konnten sich vertreten lassen. Die zweite Kurie bestand aus den Vertretern der Ritterschaft, diese wurden in zwei Wahlkreisen (Regierungsbezirke Koblenz/Trier/Köln und Regierungsbezirke Aachen/Düsseldorf) gewählt. Die dritte Kurie bildeten die Vertreter der Städte. Diese wurden in indirekter Wahl bestimmt. Die vierte Kurie bildeten die Landgemeinden. Diese wählten die Vertreter in doppelt indirekter Wahl: Die Urwähler wählten Wahlmänner, diese dann Bezirkswähler. Wahlkreise waren die Landkreise. Für die Abgeordneten wurden jeweils auch Stellvertreter gewählt.
Der Provinziallandtag trat vom 14. Dezember 1884 bis zum 22. Dezember 1884 in Düsseldorf zusammen.

## Liste der Abgeordneten
| Kurie                                | Wahlkreis | Abgeordneter                               | Anmerkung                                                        |
| ------------------------------------ | --- | ------------------------------------------ | ---------------------------------------------------------------- |
| Stand der Fürsten, Grafen und Herren | | Fürst Wilhelm zu Wied                      | Landtagsmarschall                                                |
| Stand der Fürsten, Grafen und Herren | | Fürst Alfred zu Salm-Reifferscheidt-Dyck   | Dyk bei Neuss                                                    |
| Stand der Fürsten, Grafen und Herren | | Fürst Georg zu Solms-Braunfels             |                                                                  |
| Stand der Fürsten, Grafen und Herren | | Fürst Hermann zu Solms-Hohensolms-Lich     |                                                                  |
| Ritterschaft                         | Koblenz/Trier/Köln | Graf Carl zu Westerhold und Gysenberg      | Kammerherr, auf Schloss Arenfels                                 |
| Ritterschaft                         | Koblenz/Trier/Köln | Freiherr Edmund von Spies-Büllesheim       | Kammerherr, Haus Hull                                            |
| Ritterschaft                         | Koblenz/Trier/Köln | Friedrich von Solemacher-Antweiler         | Grünhaus, Vizelandtagsmarschall                                  |
| Ritterschaft                         | Koblenz/Trier/Köln | Eugen von Loë                              | Landrat, Siegburg                                                |
| Ritterschaft                         | Koblenz/Trier/Köln | Freiherr Max von Boeselager                | Burg Peppenhoven                                                 |
| Ritterschaft                         | Koblenz/Trier/Köln | Franz von Spee                             | Kammerherr, Heltorf                                              |
| Ritterschaft                         | Koblenz/Trier/Köln | Freiherr Egon von Fürstenberg              | Landrat, Schloss Heiligenhoven                                   |
| Ritterschaft                         | Koblenz/Trier/Köln | Freiherr Franz Egon von Fürstenberg        | Gimborn                                                          |
| Ritterschaft                         | Koblenz/Trier/Köln | Joseph von Groote                          | Rittmeister a. D., Hermülheim                                    |
| Ritterschaft                         | Koblenz/Trier/Köln | Otto Graf Beissel von Gymnich              | Schloss Schmidtheim                                              |
| Ritterschaft                         | Aachen/Düsseldorf | Graf Alfred von Hompesch                   | Kammerherr, Schloss Rurich                                       |
| Ritterschaft                         | Aachen/Düsseldorf | Freiherr Friedrich Leopold von Fürstenberg | Schloss Hugenpoet                                                |
| Ritterschaft                         | Koblenz/Trier/Köln | Graf Wilhelm von Hoensbroech               | Schloss Haag                                                     |
| Ritterschaft                         | Aachen/Düsseldorf | Hermann Seul                               | Direktor der Rheinischen Provinzial Feuersocietät, Düsseldorf    |
| Ritterschaft                         | Aachen/Düsseldorf | Freiherr Adolph von Eynatten               | königlicher Kammerherr, Düsseldorf                               |
| Ritterschaft                         | Aachen/Düsseldorf | Freiherr Ludolf von Wenge-Wulffen          | Major a. D., Haus Overbach                                       |
| Ritterschaft                         | Aachen/Düsseldorf | Freiherr Rudolf Geyr von Schweppenburg     | Haus Caen                                                        |
| Ritterschaft                         | Aachen/Düsseldorf | Freiherr Georg von Eerde                   | Landrat, Geldern                                                 |
| Ritterschaft                         | Aachen/Düsseldorf | Freiherr Friedrich von Bourscheidt         | Haus Rath                                                        |
| Ritterschaft                         | Aachen/Düsseldorf | Bruno von Heister                          | Düsseldorf                                                       |
| Ritterschaft                         | Aachen/Düsseldorf | Graf Wilderich von Spee                    | Landrat, Unter-Maubach                                           |
| Ritterschaft                         | Aachen/Düsseldorf | Freiherr Franz von Dalwigk-Lichtenfels     | Düsseldorf                                                       |
| Ritterschaft                         | Aachen/Düsseldorf | Freiherr Bernhard von Scheibler            | Landrat a. D., Aachen                                            |
| Städte                               | Köln | Wilhelm Kaesen                             | Kaufmann und Stadtverordneter, Köln                              |
| Städte                               | Köln | August Heuser                              | Kommerzienrat, Köln                                              |
| Städte                               | Aachen | Ludwig Pelzer                              | Advokat-Anwalt und Stadtverordneter, Aachen                      |
| Städte                               | Düsseldorf | Heinrich Courth                            | Advokat-Anwalt, Düsseldorf                                       |
| Städte                               | Koblenz | Karl Heinrich Lottner                      | Oberbürgermeister, Koblenz                                       |
| Städte                               | Trier | Christian Koch                             | Apotheker und Stadtverordneter, Trier                            |
| Städte                               | Elberfeld | Theodor Dietze                             | Kaufmann und Beigeordneter, Elberfeld                            |
| Städte                               | Barmen | Wilhelm von Eynern                         | Kaufmann, Barmen                                                 |
| Städte                               | Krefeld | Theodor Pelizäus                           | Rentner, Krefeld                                                 |
| Städte                               | Kreuznach, Kirn, Sobernheim, St. Goar, Boppard, Oberwinter, Bacharach, Stromberg                                                       | Victor Sahler                              | Bankier und Beigeordneter, Kreuznach                             |
| Städte                               | Stromberg, Trarbach, Zell, Cochem, Mayen, Andernach, Ahrweiler, Sinzig, Remagen, Simmern                                               | Matthias Joseph Kreuzberg                  | Weinhändler und Stadtverordneter, Ahrweiler                      |
| Städte                               | Ehrenbreitstein, Vallendar, Bendorf, Neuwied, Linz, Wetzlar, Braunfels                                                                 | Hermann Radermacher                        | Beigeordneter, Neuwied                                           |
| Städte                               | Saarlouis, Saarbrücken, St. Johann, Ottweiler, St, Wendel, Baumholder                                                                  | Ludwig Heinrich Röchling                   | Kaufmann, St. Johann                                             |
| Städte                               | Merzig, Prüm, Bitburg, Wittlich, Bernkastel, Saarburg, Neuerburg                                                                       | Eduard Nels                                | 1. Beigeordneter, Prüm                                           |
| Städte                               | Eupen, Malmédy, Schleiden, Monschau | Andreas von Grand-Ry                       | Gutsbesitzer, Eupen                                              |
| Städte                               | Düren, Gemünd, Stolberg, Burtscheid, Schleiden                                                                                         | Clemens August Hoffsümmer                  | Papierfabrikant, Düren                                           |
| Städte                               | Jülich, Eschweiler, Heinsberg, Erkelenz, Geilenkirchen mit Hünshoven, Linnich                                                          | Carl Erdmann                               | Gutsbesitzer, Jülich                                             |
| Städte                               | Bonn, Münstereifel, Euskirchen, Zülpich, Rheinbach, Ehrenfeld                                                                          | Philipp Hoffmann                           | Beigeordneter, Ehrenfeld                                         |
| Städte                               | Deutz, Mülheim am Rhein, Gladbach, Gummersbach, Wipperfürth, Siegburg, Königswinter, Neustadt                                          | Wilhelm von Hövel                          | Streichgarnspinnereibesitzer aus B-Gladbach bei Mülheim am Rhein |
| Städte                               | Ratingen, Kaiserswerth, Angermund mit Gerresheim, Mettmann, Langenberg mit Hardenberg, Wülfrath, Velbert, Kronenberg, Steele, Hilden   | Gottfried Friedrich Conze                  | Beigeordneter und Seidenfabrikant, Langenberg                    |
| Städte                               | Duisburg, Mülheim an der Ruhr, Essen, Kettwig, Werden, Ruhrort, Dinslaken, Emmerich, Rees, Isselburg                                   | Wilhelm Scheid                             | Kommerzienrat, Kettwig                                           |
| Städte                               | Kleve, Wesel, Goch, Gelder, Rheinberg, Moers, Orsoy, Xanten                                                                            | Rudolph von Monschaw                       | Hauptmann a. D., Goch                                            |
| Städte                               | Neuss, Grevenbroich, Wevelinghoven, Gladbach, Viersen, Dahlen, Odenkirche, Rheydt, Uerdingen, Kempen, Süchtelen, Dülken, Kaldenkirchen | Theodor Croon                              | Beigeordneter, M-Gladbach                                        |
| Städte                               | Lennep, Ronsdorf, Lüdringhausen, Radevormwald, Burg, Hückeswagen, Wermelskirchen                                                       | Eugen Kattwinkel                           | Kaufmann und Beigeordneter, Wermelskirchen                       |
| Städte                               | Solingen, Remscheid, Dorp, Gräfrath, Wald, Höhscheid mit Merscheid, Burscheid mit Leichlingen, Opladen mit Neukirchen, Hitdorf         | Carl Friederichs                           | Kaufmann und Beigeordneter, Remscheid                            |
| Landgemeinden                        | Koblenz, St. Goar | Adolph Wunderlich                          | Ökonom, Neuwied                                                  |
| Landgemeinden                        | Cochem, Mayen | Carl Theißen                               | Gutsbesitzer, Lutzerath                                          |
| Landgemeinden                        | Adenau, Ahrweiler, Zell | Joseph Merzbach                            | Papierfabrikant und Gutsbesitzer, Brohl                          |
| Landgemeinden                        | Altenkirchen, Wetzlar | Heinrich Beppler                           | Grundbesitzer, Niedercleen                                       |
| Landgemeinden                        | Kreuznach, Simmern | Heinrich Trapp                             | Ökonom, Waldböckelheim                                           |
| Landgemeinden                        | Neuwied | Adolph Reinhard                            | Ökonom, Heddesdorf                                               |
| Landgemeinden                        | Bonn, Euskirchen, Rheinbach | Franz Horster                              | Bürgermeister a. D. und Gutsbesitzer, Hersel                     |
| Landgemeinden                        | Regierungsbezirk Köln | Eugen Buchholz                             | Gutsbesitzer, Crommenohl                                         |
| Landgemeinden                        | Kreis Köln, Bergheim | Joseph Hubert Weidt                        | Bürgermeister a. D. und Gutsbesitzer, Großkönigsdorf             |
| Landgemeinden                        | Siegburg, Waldbröl | Carl Eich                                  | Bürgermeister und Gutsbesitzer, Bödingen                         |
| Landgemeinden                        | Regierungsbezirk Düsseldorf | Arnold Maas                                | Gutsbesitzer, Schwelgern                                         |
| Landgemeinden                        | Düsseldorf, Solingen, Mettmann, Lennep                                                                                                 | Julius Wolters                             | Rittergutsbesitzer, Düsseldorf                                   |
| Landgemeinden                        | Regierungsbezirk Düsseldorf | Felix von Loë                              | Landrat a. D., Hassum                                            |
| Landgemeinden                        | Geldern, Kempen | Tillmann Bönninger                         | Gutsbesitzer, Hüls                                               |
| Landgemeinden                        | Moers, Krefeld | Julius von Bönninghausen                   | Gutsbesitzer, Hollandshof                                        |
| Landgemeinden                        | Gladbach, Neuss, Grevenbroich | Werner Breuer                              | Gutsbesitzer, Giesenkirchen                                      |
| Landgemeinden                        | Saarbrücken, Ottweiler, St. Wendel | Vakant                                     |                                                                  |
| Landgemeinden                        | Land- und Stadtkreis Trier | Wilhelm Rautenstrauch                      | Gutsbesitzer, Eitelsbach                                         |
| Landgemeinden                        | Saarburg, Merzig, Saarlouis | Anton Boch                                 | Geheimer Kommerzienrat, Mettlach                                 |
| Landgemeinden                        | Bernkastel, Wittlich | Friedrich Herrmann                         | Guts- und Gerbereibesitzer, Mülheim                              |
| Landgemeinden                        | Daun, Prüm, Bitburg | Johann Peter Limbourg                      | Gutsbesitzer, Bitburg                                            |
| Landgemeinden                        | Jüllich, Düren | Jacob Jansen                               | Gutsbesitzer, Binsfeld                                           |
| Landgemeinden                        | Aachen, Geilenkirchen | Joseph Bürsgens                            | Gutsbesitzer, Altstreifeld                                       |
| Landgemeinden                        | Heinsberg, Erkelenz | Johann Hubert Schlick                      | Gutsbesitzer, Holzweiler                                         |
| Landgemeinden                        | Eupen, Malmedy, Schleiden, St. Vith | Felix Letixerant                           | Gutsbesitzer, Blankenheim                                        |